# 顧客ロイヤリティ
顧客ロイヤリティ（こきゃくロイヤリティ、英: Customer Loyalty, CL）とは、顧客があるブランドや商品、またはサービスに対して感じる「信頼」や「愛着」のことを指す。ロイヤルティとは、もともと忠誠心を表す「Loyalty」から派生しており、企業に対する信頼や愛着の大きさを、ロイヤルティが高い（低い）と表現する。
顧客満足度と比べ、感情的に企業やサービスへ持つ強い結びつきを表す概念で、顧客ロイヤルティと表記されることもある。

## 概要
顧客ロイヤリティという考え方は、1990年頃に顧客満足から派生して誕生した。
一般的に、顧客が製品やサービスを選ぶ、反復して購買するなど、消費者が抱く企業に対しての愛着や忠誠心を、購買リピート率や顧客満足度調査から数値化して導き出される。
顧客ロイヤリティは、大きく下記の3つに分類される。
| 分類 | 要件                                                                                                   |
| ---- | --- |
| 1    | 長期間自社商品を購入してくれる                                                                         |
| 2    | 特定の商品やサービス・ブランドの再購入、特定の企業や店、ウェブサイトへの再訪問へと結びつく感情や忠誠心 |
| 3    | 商企業と強い結びつきを得るためには、金銭的、または時間的犠牲を払うことも厭わない忠誠心                 |

顧客ロイヤリティは、市場において競争原理が働いているという前提の下、顧客の選好によってブランドが継続購入されている状態のことを指し、顧客との関係性を強化することにより、商品の購入を促し、売上と利益を増やすことを目的にした考え方である。
野村総合研究所が2007年に行った携帯電話機メーカーのスイッチに関する調査では、「他人への推奨」が最も顧客ロイヤリティに関係しているという結論を導き出した。

## 要件
ロイヤリティを示す行動は購買行動の他にも、以下の3つの要件が挙げられる。
| 分類 | 要件                                                               |
| ---- | ------------------------------------------------------------------ |
| 1    | 商品・サービスに対する次回の購買に対する意思                       |
| 2    | 友人・同僚に商品・サービスを推奨する可能性                         |
| 3    | 商品・サービスを（競合商品・サービスに）切り替えることへのためらい |

顧客満足度は、理論的には商品・サービスに対する期待値に対して、品質が一定レベルを満たしているときに感じるもので、満足度の高い顧客が継続購入を行う前提に基づいている。
しかし一方で、満足度が高いからといって、必ずしも継続購入するとは限らず、満足度と継続購入との間には、大きなハードルが存在するという指摘もある。だが、顧客ロイヤリティを重視する考え方では、提供する商品やサービスが明確に顧客の課題解決に役立つという前提があり、その結果として、自社の製品サービスが売れると考えるのが通例である。

## 調査方法
顧客ロイヤリティの調査方法の代表的なものとして、NPS（ネット・プロモーター・スコア、英語: Net Promoter Score）というロイヤリティ指標がある。
NPSは、フレッド・ライクヘルドが著書『顧客ロイヤルティを知る究極の質問（The Ultimate Question: Driving Good Profits and True Growth）』で提唱したもので、ユーザーへの「ブランドXを友人や同僚にすすめる可能性は、どのくらいありますか？」という質問結果を、0から10の11段階で調査する。
ネットプロモータースコアは、顧客ロイヤリティを判断するには、従来型の顧客満足度調査よりも優れた指標であると評価されている。

## NPSを用いた顧客ロイヤリティの調査分析
| 点数   | 評価 |
| ------ | --- |
| 10 - 9 | 推奨者(Promoter) - ロイヤリティが高い熱心な顧客。自らが継続購入客であるだけでなく、他者へ勧める『伝道師』の役割も担う。 |
| 8 - 7  | 中立者(Passive) - 満足はしているがそれ程熱狂的ではなく、競合他社になびきやすい。                                        |
| 6 - 0  | 批判者(Detractor) - 劣悪な関係を強いられた不満客。放置しておくと悪評を広める恐れがある。                                |

複数の顧客に対して調査を行い、推奨者の割合から批判者の割合を引くことで得られる数値が「ネット・プロモーター・スコア (NPS)」と呼ばれ、-100% から 100% の間の数値で表される。
例えば、10人中6人が9点以上なら、推奨者は60%、6点以下が2人いれば批判者は20%なので、NPSは+40となる。NPS調査を行うことで、売り上げや成長率との相関関係がある顧客ロイヤリティを定量的に測ることが可能になり、企業経営から ソーシャルメディア施策の評価まで、数字が様々な形で活用されている。

## 顧客ロイヤリティの効果
顧客ロイヤリティ向上の取り組みとして2006年度に資生堂が行った、ビューティーコンサルタントによる顧客の応対満足度評価や、フォルクスワーゲンでの製品調査などが挙げられる。
いずれの場合にも、顧客ロイヤリティを全ての企業活動の基盤であると捉え、製品開発や企業としての透明性の確保、あるいは中長期成長に向けた土台作りにおいて必要なものと認識されている。

## その他
派生された言葉として、顧客満足度、推奨者正味比率（NPS、ネット・プロモーター・スコア）などがある。

## 導入例
- モッズ・ヘア[10]
- 東京ヴェルディ[11]
- ヤマダ電機[12] - 来店時にポイントが獲得可能なスロット